# Pouzay
Pouzay település Franciaországban, Indre-et-Loire megyében. Lakosainak száma 881 fő (2022. január 1.). Pouzay Noyant-de-Touraine, Maillé, Marcilly-sur-Vienne, Nouâtre, Parçay-sur-Vienne, Rilly-sur-Vienne, Saint-Épain, Sainte-Maure-de-Touraine és Trogues községekkel határos.

## Népesség
A település népességének változása:
| Lakosok száma | 759  | 736  | 696  | 788  | 835  | 845  | 878  | 896  | 900  | 881  |
|               | 1968 | 1982 | 1990 | 2006 | 2013 | 2015 | 2017 | 2019 | 2020 | 2022 |